# Theodor Plievier
Theodor Otto Richard Plievier, do roku 1933 Plivier (* 12. nebo 17. února 1892, Berlín – 12. března 1955, Avegno) byl německý spisovatel a autor protiválečné knihy Stalingrad, ve 20. letech jeden z "Inflačních svatých".

## Život
V mládí pracoval jako námořník a v letech 1910–1913 jako horník v Chile a byl ovlivněn anarchosyndikalistickým hnutím. Za První světové války sloužil nedobrovolně na vojenském pomocném křižníku SMS Wolf a roku 1918 byl účastníkem vzpoury.
Po válce spoluzaložil reformní komunitu „Kommune am Grünen Weg“ v Bad Urachu a nakladatelství „Verlag der Zwölf“. Byl ovlivněn myšlenkami Bakunina i Nietzscheho a jako anarchista dával přednost individuální vzpouře. Roku 1920 se oženil s berlínskou herečkou Marií Stoz a měl s ní dva syny a dceru. 1923 během hladomoru v době inflace jeho dcera Torah a syn Peter zemřeli. Ve 20. letech patřil k okruhu přátel Käthe Kollwitz.
V důsledku osobní krize se po vzoru básníka a přírodního proroka Gusto Gräsera stal jedním z vousatých inflačních světců v klerice a sandálech.
Byl hostem akcí "Neue Schar" Friedricha Muck-Lambertyho, vyhlásil "světovou revoluci" a nabádal své následovníky aby hledali "Království duše".
Od roku 1924 pracoval jako příležitostný dělník a znovu jako námořník, později jako novinář, překladatel a spisovatel. Během těchto let opět pracoval nějaký čas v Jižní Americe, mimo jiné jako honák a jako sekretář německého vicekonzula v Pisagua. Roku 1929 vyšel vyšel jeho první román „Des Kaisers Kulis“ (Císařovi kuliové), který ho proslavil i za hranicemi Německa.
Roku 1931 se oženil s herečkou a spisovatelkou Hildegard Piscator. Po převzetí moci nacisty byly Plivierovy knihy spáleny. Plivier si změnil příjmení na Plievier a přes Prahu, Curych, Paříž a Oslo uprchl do Sovětského svazu (1934). Po vypuknutí Druhé světové války působil na frontě a v zajateckých táborech, zpovídal německé vojáky a publikoval časopisecky části, které později vydal knižně. V roce 1943 byl jedním ze zakladatelů Národní komise pro svobodné Německo (Nationalkomitee Freies Deutschland).
Roku 1945 vyšla v Aufbau Verlag v Berlíně a zároveň v Mexiku jeho dokumentární kniha Stalingrad, která jako první informovala Němce o podrobnostech porážky 6. armády. Kniha byla přeložena do 14 jazyků a stala se Plievierovou nejúspěšnější knihou. Později byla úspěšně zdramatizována jako televizní film (1963) a hra. Plievier se do Německa vrátil se Sovětskou armádou a působil jako úředník ve východní okupační zóně ve Výmaru, byl členem parlamentu a zaměstnancem nakladatelství Gustav Kiepenheuer.
Po roce 1948 se nemohl smířit s dogmatickou podobou komunismu na Východě a během přednáškového turné po Západním Německu zůstal v britské zóně. Na sjezdu spisovatelů v Frankfurtu nad Mohanem v roce 1948 přednesl projev "Několik poznámek k významu svobody" („Einige Bemerkungen über die Bedeutung der Freiheit“). Usadil se v Hamburku a roku 1950 se potřetí oženil. Jeho další knihy, které doplňují válečnou trilogii vyšly v následujících letech – Moskva (1952) a Berlín (1954). V Západním Německu byl spisovatel v některých kruzích kritizován jako zrádce Wehrmachtu. Plievier zemřel na infarkt roku 1955 ve věku 63 let ve Švýcarsku.

## Dílo (výběr)
- Des Kaisers Kulis. Roman der deutschen Kriegsflotte, Malik Verlag, 1930
- Über seine Arbeit, Malik-Verlag, Berlin 1932
- Stalingrad, Parkland-Verlag, Köln 2003 (El libro libre, Mexico 1945), ISBN 3-89340-074-5
- Des Kaisers Kulis. Roman der deutschen Kriegsflotte, Verlag der Nation, Berlin 1988, ISBN 3-373-00242-7
- The Kaiser’s Coolies, translated by Margaret Green, H. Fertig, 1988, ISBN 0-8652-7378-2
- Das gefrorene Herz. Erzählungen, Kiepenheuer & Witsch, Köln 1988, ISBN 3-462-01879-5
- Moskau. Roman, Parkland-Verlag, Köln 2003, ISBN 3-89340-072-9
- Berlin. Roman, Parkland-Verlag, Köln 2003, ISBN 3-89340-073-7